# Старая Гнилица
Ста́рая Гни́лица (укр. Стара Гнилиця; изначально — Ива́новка) — село, Старогнилицкий сельский совет, Чугуевский район, Харьковская область, Украина.
Население по переписи 2001 года составляет 799 (374/425 м/ж) человек.
Является административным центром Старогнилицкого сельского совета, в который не входят другие населённые пункты.

## Географическое положение
Село Старая Гнилица находится на правом, северном берегу реки Гнилица у впадения в неё оврага Гладкий, у Старогниличанского водохранилища. Выше по течению на расстоянии в 4 км расположено село Ртищевка, ниже по течению примыкает село Скрипаи.
Через село проходит железная дорога, станция Платформа 20 км.

## История
- 1701 — дата основания села Ивановка.[7]
- Являлось селом Шелудковской волости Змиевского уезда Харьковской губернии Российской империи.
- В 19 веке называлось Гнилица.[1]
- В середине 19 века в селе были православная церковь и две ветряные мельницы.[1]
- Во время Великой Отечественной войны село находилось под немецкой оккупацией.
- В 1993 году в селе работали колхоз «40 лет Октября», клуб, медпункт, электроподстанция, пять насосных станций, школа, сельский Совет.[8]
- День села отмечается 15 октября.

## Экономика
- Молочно-товарная ферма.
- «Надия», агрофирма, ООО.
- Фермерское хозяйство «Дружба».

## Объекты социальной сферы
- Школа.
- Дом культуры.
- Фельдшерско-акушерский пункт.

## Достопримечательности
- Братская могила советских воинов. Похоронены павших 273 воина.

## Известные уроженцы
- Литвинов, Василий Илларионович (1911—1984) — герой Великой Отечественной войны, полный кавалер ордена Славы.